# Luna Awards
Les Luna Awards sont des récompenses cinématographiques philippines décernées chaque année par la Académie du cinéma philippin (en) (FAP) depuis 1983. 
Considérés comme les Oscars philippins, ils étaient connus sous le nom de FAP Awards jusqu'en 2005, date à laquelle ils ont reçu leur nom actuel.

## Catégories

### Compétition
- Meilleur film
- Meilleur acteur
- Meilleure actrice
- Meilleur acteur dans un second rôle
- Meilleure actrice dans un second rôle
- Meilleure réalisation
- Meilleur scénario
- Meilleure photographie
- Meilleur direction artistique
- Meilleur montage
- Meilleur son
- Meilleure partition musicale

### Prix spéciaux
- prix Golden Reel
- prix Fernando Poe Jr. pour l'ensemble de la carrière
- prix Manuel de Leon pour une contribution exceptionnelle
- prix commémoratif Lamberto Avellana

## Hall of Fame
Une personnalité est intronisée au Hall of Fame (Temple de la renommée) des Luna Awards si elle a remporté au moins cinq récompenses. Les années entre parenthèses ci-dessous sont celles où les personnalités ont remporté leur cinquième trophée.  
- Willy Cruz (1987) : 13 récompenses
- Romy Vitug (1988) : 8 récompenses
- Phillip Salvador (1994) : 8 récompenses
- Edgardo Vinarao (1991) : 7 récompenses
- Ricky Lee (1996) : 7 récompenses
- Augusto Salvador (1996) : 7 récompenses
- George Canseco (1996) : 6 récompenses
- Ramon Reyes (2000) : 6 prix
- Rolly Ruta (1989) : 5 prix
- Vic Macamay (1998) : 5 prix
- Joel Lamangan (2006) : 5 prix